# Списак физичара
Следи списак физичара који су значајни због својих достигнућа.
|  |  |  |  |  |  |  |  |  |  |  |  |  |  |  |  |  |  |  |  |  |  |  |  |  |  |  |  |  |  |

## А
- Алексеј Абрикосов
- Авицена
- Амедео Авогадро
- Алберт Ајнштајн
- Луис Волтер Алварез
- Ханес Алвен
- Жорес Алферов
- Алхазен
- Андре-Мари Ампер
- Франсоа Англер
- Андерс Јонас Ангстрем
- Карл Дејвид Андерсон
- Филип Ворен Андерсон
- Аристарх са Самоса
- Аристотел
- Серж Арош
- Архимед

## Б
- Џон Бардин
- Чарлс Гловер Баркла
- Лаура Баси
- Николај Генадијевич Басов
- Георг Беднорц
- Анри Бекерел
- Александер Грејам Бел
- Џослин Бел Бернел
- Данијел Бернули
- Ханс Бете
- Герд Биниг
- Жан Батист Био
- Бируни
- Патрик Блекет
- Феликс Блох
- Николас Блумберген
- Николај Богољубов
- Вилард Бојл
- Роберт Бојл
- Лудвиг Болцман
- Нилс Бор
- Оге Нилс Бор
- Макс Борн
- Валтер Боте
- Руђер Бошковић
- Вилијам Лоренс Браг
- Вилијам Хенри Браг
- Волтер Хаузер Братен
- Карл Фердинанд Браун
- Тихо Брахе
- Перси Вилијамс Бриџман
- Луј де Број
- Бертрам Брокхаус
- Дејвид Брустер

## В
- Херман Вајл
- Стивен Вајнберг
- Дејвид Вајнланд
- Јоханес Дидерик ван дер Валс
- Џон Хазбрук ван Влек
- Џејмс Ват
- Вилхелм Едуард Вебер
- Влатко Ведрал
- Мартинус Велтман
- Јуџин Вигнер
- Џон Арчибалд Вилер
- Кенет Г. Вилсон
- Роберт Вудро Вилсон
- Чарлс Томсон Рис Вилсон
- Френк Вилчек
- Карл Виман
- Вилхелм Вин
- Чарлс Витстон
- Алесандро Волта
- Ернест Волтон
- Стивен Волфрам

## Г
- Денис Габор
- Ханс Гајгер
- Луиђи Галвани
- Галилео Галилеј
- Карл Фридрих Гаус
- Жозеф Луј Геј-Лисак
- Андреј Гејм
- Мари Гел-Ман
- Марија Геперт-Мајер
- Џосаја Вилард Гибс
- Шарл Едуар Гијом
- Вилијам Гилберт
- Виталиј Гинзбург
- Рој Џ. Глаубер
- Шелдон Ли Глашоу
- Доналд А. Глејзер
- Петер Гринберг
- Дејвид Грос

## Д
- Жан ле Рон д'Аламбер
- Фриман Дајсон
- Густаф Дален
- Џон Далтон
- Петер Деби
- Рејмонд Дејвис мл.
- Клинтон Дејвисон
- Ханс Георг Демелт
- Демокрит
- Пол Дирак
- Џејмс Дјуар
- Кристијан Доплер

## Ђ
- Рикардо Ђакони

## Е
- Артур Едингтон
- Томас Алва Едисон
- Едвард Виктор Еплтон
- Ханс Кристијан Ерстед
- Лео Есаки

## Ж
- Пјер-Жил де Жен
- Ирена Жолио-Кири

## З
- Питер Земан
- Фриц Зернике

## И
- Драгиша Ивановић
- Абрам Федорович Иофе

## Ј
- Розалин Јалоу
- Томас Јанг
- Чен-Нинг Јанг
- Ратко Јанев
- Ивар Јевер
- Ј. Ханс Д. Јенсен
- Хидеки Јукава

## К
- Ени Канон
- Николас Леонард Сади Карно
- Хенри Кевендиш
- Вилијам Томсон, 1. барон Келвин
- Марија Кири
- Пјер Кири
- Густаф Кирхоф
- Џон Кокрофт
- Брајан Кокс
- Клод Коен-Тануђи
- Артур Комптон
- Гаспар Гистав Кориолис
- Ерик Корнел
- Џејмс Кронин
- Шарл-Огистен де Кулон
- Леон Купер

## Л
- Леон М. Ледерман
- Михаил Ломоносов
- Хендрик Антон Лоренц

## М
- Џејмс Клерк Максвел
- Рудолф Лудвиг Месбауер
- Роберт Миликен

## Н
- Јоичиро Намбу
- Луј Нел
- Еми Нетер
- Константин Новоселов
- Џон фон Нојман

## Њ
- Исак Њутн

## О
- Леонард Ојлер
- Георг Ом
- Роберт Опенхајмер
- Даглас Ошероф

## П
- Блез Паскал
- Волфганг Паули
- Жан Батист Перен
- Макс Планк
- Александар Попов
- Михајло Пупин

## Р
- Ернест Радерфорд
- Вилхелм Конрад Рендген

## С
- Павле Савић

## Т
- Едвард Телер
- Никола Тесла
- Џозеф Џон Томсон
- Џорџ Паџет Томсон

## У
- Станислав Улам

## Ф
- Мичел Фајгенбаум
- Ричард Фајнман
- Мајкл Фарадеј
- Габријел Фаренхајт
- Вилијам Алфред Фаулер
- Енрико Ферми
- Огистен Жан Френел
- Алберт Ферт
- Иполит Физо
- Вал Логсдон Фич
- Вернер фон Браун
- Иља Михајлович Франк
- Џејмс Франк
- Јозеф фон Фраунхофер
- Јаков Иљич Френкел
- Бенџамин Френклин
- Розалинд Френклин
- Џером Ајзак Фридман
- Леон Фуко
- Жозеф Фурије

## Х
- Едвин Хабл
- Кристијан Хајгенс
- Расел Алан Халс
- Вернер Хајзенберг
- Вилијам Роуан Хамилтон
- Ото Хан
- Даглас Хартри
- Оливер Хевисајд
- Ибн Хeјсам
- Херман фон Хелмхолц
- Џозеф Хенри
- Теодор В. Хенш
- Густав Лудвиг Херц
- Хајнрих Рудолф Херц
- Виктор Франц Хес
- Махмуд Хесаби
- Питер Хигс
- Џорџ Вилијам Хил
- Ентони Хјуиш
- Фред Хојл
- Стивен Хокинг
- Џон Л. Хол
- Роберт Хофстатер
- Герард 'т Хофт
- Дороти Кроуфут Хоџкин
- Роберт Хук

## Ц
- Субраманијан Чандрасекар
- Џејмс Чедвик
- Овен Чејмберлен
- Павел Черенков

## Ч
- Стивен Чу

## Џ
- Џејмс Х. Џинс
- Брајан Дејвид Џозефсон
- Џејмс Џул

## Ш
- Жорж Шарпак